# Lockheed Martin F-22 Raptor
F-22 Raptor je lovački zrakoplov pete generacije i trenutno jedini od pete generacije koji je u operativnoj uporabi. Osnovna namjena mu je postizenje zračne nadmoći i obaranje neprijateljskih lovaca, ali može nositi i veliki raspon oružja za napade na zemlju.
U razvoju gotovo dvadeset godina, Raptor je trenutno najnapredniji lovac na svijetu. Sposoban je letjeti na velikim visinama i golemim brzinama, ima mogućnost leta superkrstarenjem čime ostvaruje značajnu letnu nadmoć nad zrakoplovima 4. generacije koji nadzvučnim brzinama mogu letjeti razmjerno kratko zbog goleme potrošnje goriva za što je odgovoran proces naknadnog sagorijevanja. Za zračnu borbu nosi moderne aktivno-vođene projektile srednjeg dometa AIM-120 AMRAAM C/D kojima može uništavati neprijateljske lovce i do sto osamdeset kilometara udaljenosti te toplinski navođene rakete malog dometa AIM-9 Sidewinder. Ima najnoviju "stealth" tehnologiju čije najvažnije komponente se sastoje od tzv. "honeycomb" (pčelinje saće) strukture vanjskih oplata i posebnog premaza koji bitno smanjuju snagu radarskih valova te ujedno rezultiraju znatno smanjenim radarskim odrazom. U slučaju da ipak bude otkriven u bliskoj borbi, Raptor se oslanja na aktivne sustave ometanja projektila i na pokretljivost koja je poboljšana u odnosu na njegovog prethodnika F-15 Eagle.
Potvrda Raptoru su i mnogi strani dužnosnici i časnici, tako da je zapovjednik Australskog ratnog zrakoplovstva izjavio da je "F-22 najiznimniji lovac ikada sagrađen". Nekoliko država, poput Izraela, Australije i Japana su pokazale želju da kupe Raptora, no Kongres SAD-a je stavio zabranu na prodaju Raptora čak i pouzdanim američkim saveznicima, što svjedoči koliko je uistinu napredna tehnologija F-22.

## Razvoj
F-22 je nastao iz programa Napredni taktički lovac (en. Advanced Tactical Fighter) kojem je cilj bio razviti borbeni zrakoplov koji bi bio superioran Su-27 Flankeru i ostalim novijim lovcima SSSR-a.
U srpnju 1986. odabrana su dva razvojna tima, Lockheed/Boeing/General Dynamics i Northrop/McDonnell Douglas za demonstracijsku fazu od 50 mjeseci, koja je kulminirala letovima dvaju prototipa, YF-22 i YF-23.
Naposljetku je u kolovozu 1991. pobijedio YF-22. Za razliku od konkurenta, YF-22 je izveo ne samo letačke demonstracije već je demonstrirao i bojna gađanja ciljeva u zraku i na tlu. Prva produkcijska verzija je otkrivena 9. travnja 1997., no tek 14. siječnja 2003. u Zračnu bazu Nellis, Nevada stižu prvi produkcijski primjerci novog lovca.

## Tehničke karakteristike (F-22 Raptor)
Osnovne karakteristike
- dužina: 18,90 m
- raspon krila: 13,56 m
- površina krila: 78,04 m2
- visina: 5,08 m
- aeroprofil: NACA 64A?05.92 (korjen krila), NACA 64A?04.29 (vrh krila)

Letne karakteristike
- najveća brzina: 2.410 km/h
- ekonomska brzina: 1.825 km/h
- dolet: 3.220 km
  - borbeni dolet: 852 km km
- najveća visina leta: 20 000 m (65,000 stopa)
- specifično opterećenje krila: 375 kg/m2
- motor: 2× Pratt & Whitney F119-PW-100 turbo-mlazna 2D-vektorska motora
  - potisak motora: 164,4 kN svaki pri punom potisku